# Слейтер (Айова)
Слейтер (англ. Slater) — місто (англ. city) в США, в окрузі Сторі штату Айова. Населення — 1543 особи (2020).

## Географія
Слейтер розташований за координатами 41°52′45″ пн. ш. 93°41′8″ зх. д. / 41.87917° пн. ш. 93.68556° зх. д. (41.879136, -93.685690).  За даними Бюро перепису населення США в 2010 році місто мало площу 3,27 км², уся площа — суходіл. В 2017 році площа становила 3,47 км², уся площа — суходіл.

## Демографія
Згідно з переписом 2010 року, у місті мешкало 1489 осіб у 589 домогосподарствах у складі 418 родин. Густота населення становила 456 осіб/км².  Було 614 помешкання (188/км²).
Расовий склад населення:
| - 98,5 % — білих - 0,3 % — чорних або афроамериканців - 0,2 % — корінних американців |

До двох чи більше рас належало 0,1 %. Частка іспаномовних становила 1,3 % від усіх жителів.
За віковим діапазоном населення розподілялося таким чином: 26,5 % — особи молодші 18 років, 61,2 % — особи у віці 18—64 років, 12,3 % — особи у віці 65 років та старші. Медіана віку мешканця становила 35,7 року. На 100 осіб жіночої статі у місті припадало 107,1 чоловіків;  на 100 жінок у віці від 18 років та старших — 102,6 чоловіків також старших 18 років.
Середній дохід на одне домашнє господарство  становив 79 198 доларів США (медіана — 72 222), а середній дохід на одну сім'ю — 87 788 доларів (медіана — 85 556). Медіана доходів становила 49 213 долари для чоловіків та 40 870 доларів для жінок. За межею бідності перебувало 4,1 % осіб, у тому числі 3,7 % дітей у віці до 18 років та 3,0 % осіб у віці 65 років та старших.
Цивільне працевлаштоване населення становило 821 осіб. Основні галузі зайнятості: освіта, охорона здоров'я та соціальна допомога — 31,3 %, фінанси, страхування та нерухомість — 10,0 %, роздрібна торгівля — 8,2 %, виробництво — 7,2 %.